# Margarinotus ignobilis
Margarinotus ignobilis é uma espécie de coleóptero polífago pertencente à família Histeridae.
A autoridade científica da espécie é Marseul, tendo sido descrita no ano de 1854.
Trata-se de uma espécie presente no território português.